# 少輻桂脂鯉
少輻桂脂鯉，為輻鰭魚綱脂鯉目脂鯉亞目脂鯉科的其中一個種，為熱帶淡水魚，分布於南美洲巴西亞馬遜河下游流域，體長可達10.1公分，棲息在底中層水域，雌魚體型比雄魚大，繁殖期在雨季，屬肉食性，以橈腳類、枝腳類、孑孓等為食，生活習性不明。